# Kurt Zernig
Kurt Zernig (1967) es un botánico, fisiólogo vegetal, profesor austríaco.
Ha desarrollado su actividad científica y académica en el "Instituto de Botánica, de la Universidad de Viena.

## Biografía
Después de la secundaria en Sankt Paul im Lavanttal, Zernig es licenciado en botánica en la Universidad de Graz. De 1993 a 1994 estudió en Colombia. Desde 1997 ha trabajado en Museo Joanneum Universal, y actual Director Adjunto del Departamento de Ciencias Biológicas. Sus actividades incluyen la supervisión científica de las colecciones de helechos y fanerógamas, documentación e investigación sobre la flora de Estiria, recorridos botánicos de la zona, así como el concepto y la realización de exposiciones.

## Algunas publicaciones
- kurt Zernig, günter Getzinger. 1997. Naturführer Graz und Graz-Umgebung. Graz: Leykam. ISBN 3-7011-7363-X.

- luise Kloos, heinz Janisch, kurt Zernig. 1998. Bananenrot und himbeerblau. Die Geheimnisse der Früchte. Ein Lese- und Schaubuch. Graz: Landesmuseum Joanneum. ISBN 3-85295-011-2.

- karin Pirolt, hans-Peter Weingand, kurt Zernig. 2000. Was wäre wenn? - Eingetragene Partnerschaften von Lesben und Schwulen in Österreich. Vergleichende Darstellung der rechtlichen Instrumente für gleichgeschlechtliche Paare in Europa und eine Abschätzung der finanziellen Auswirkungen auf die öffentlichen Hände bei Einführung der eingetragenen Partnerschaft nach dänischem Muster in Österreich. Im Auftrag des Ludwig-Boltzmann-Institutes zur Analyse wirtschaftspolitischer Aktivitäten, Viena (ed. del arco iris).

- kurt Zernig, regina Novak. 2003. Schachtelhalm & Löwenzahn. Vom Herbarisieren und Fokussieren. Graz: Landesmuseum Joanneum. 55 pp.

- La abreviatura «Zernig» se emplea para indicar a Kurt Zernig como autoridad en la descripción y clasificación científica de los vegetales.[3]